# Amazone Mattei
L'Amazone Mattei est la meilleure copie existante d'un original perdu en bronze de Phidias, réalisé dans la seconde moitié du cinquième siècle av. J.C. L'œuvre romaine est en marbre (211 cm de haut) et est conservée au Musée Pio-Clementino au sein des Musées du Vatican à Rome.

## Histoire
Les sources rappellent que Phidias, en concurrence avec Polyclète, Crésilas et Phradmon, a fait une Amazone blessée à Éphèse, entre 440 et 430 av. J.C. Pline l'Ancien (Naturalis Historia XXXIV, 53) a rappelé la victoire de Polyclète, avec l'œuvre qu'on appelle aujourd'hui l'Amazone blessée (ou Amazone Sosisklès, du nom du copiste), dont la meilleure copie se trouve dans les Musées du Capitole. 
Sur la base il y a une inscription (Translata De Schola Medicorum) qui a été interprétée comme la mémoire d'un transfert de l'un des jardins du cardinal Alessandro de Medici,  près de la basilique Santa Francesca Romana, qui s'est produite entre 1612 et 1613.
Figurant dans l'inventaire de 1613 des collections de la Villa Mattei, elle y est restée jusqu'en 1770, lorsqu'elle a été acquise par Clément XIV. De 1800 à 1815, elle a été envoyée à Paris, faisant partie des spoliations napoléoniennes.

## Description
L'Amazone devait être représentée en train de sauter d'un cheval, en s'appuyant sur sa longue lance. Le sculpteur la représente comme une jeune fille vêtue d'une courte tunique sans manches, ceinte à la taille par une kolpos, ce qui laisse un sein découvert, avec le bras droit levé et le regard concentré avant de se lancer. Probablement la lance était tenue par les deux mains, comme en témoigne Lucien de Samosate et quelques reproductions, mais avec la présence de l'arc, vue dans certaines copies.
La jambe droite est soutenue à un accessoire en forme de tronc d'arbre. 
La draperie et les petits plis rapprochés adhèrent au corps. Le visage est légèrement incliné vers l'arrière. En bas à gauche se trouve le carquois. À côté du pied gauche, le casque posé au sol.